# Cossé-en-Champagne

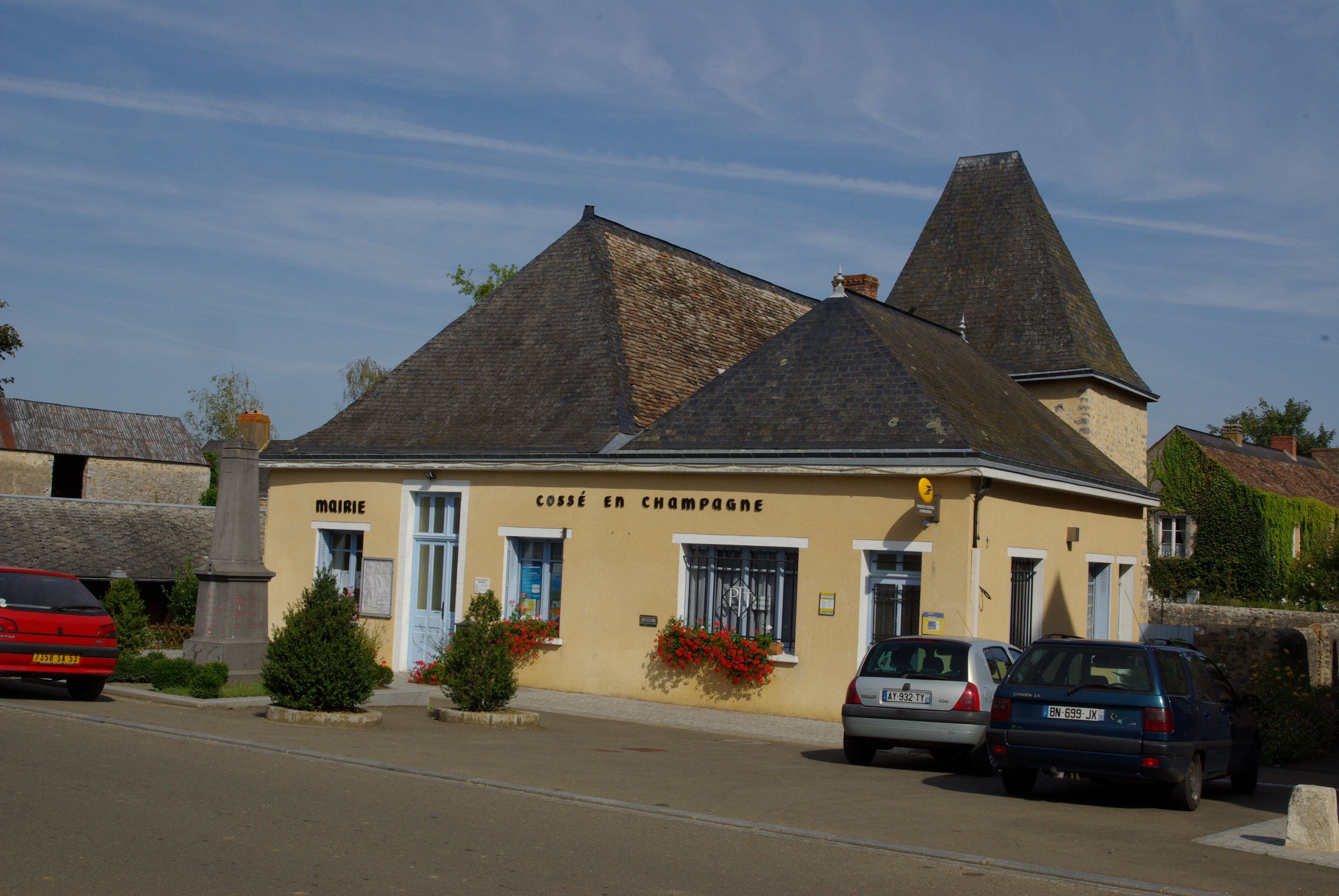

Cossé-en-Champagne is een gemeente in het Franse departement Mayenne (regio Pays de la Loire) en telt 281 inwoners (1999). De plaats maakt deel uit van het arrondissement Château-Gontier.

## Geografie

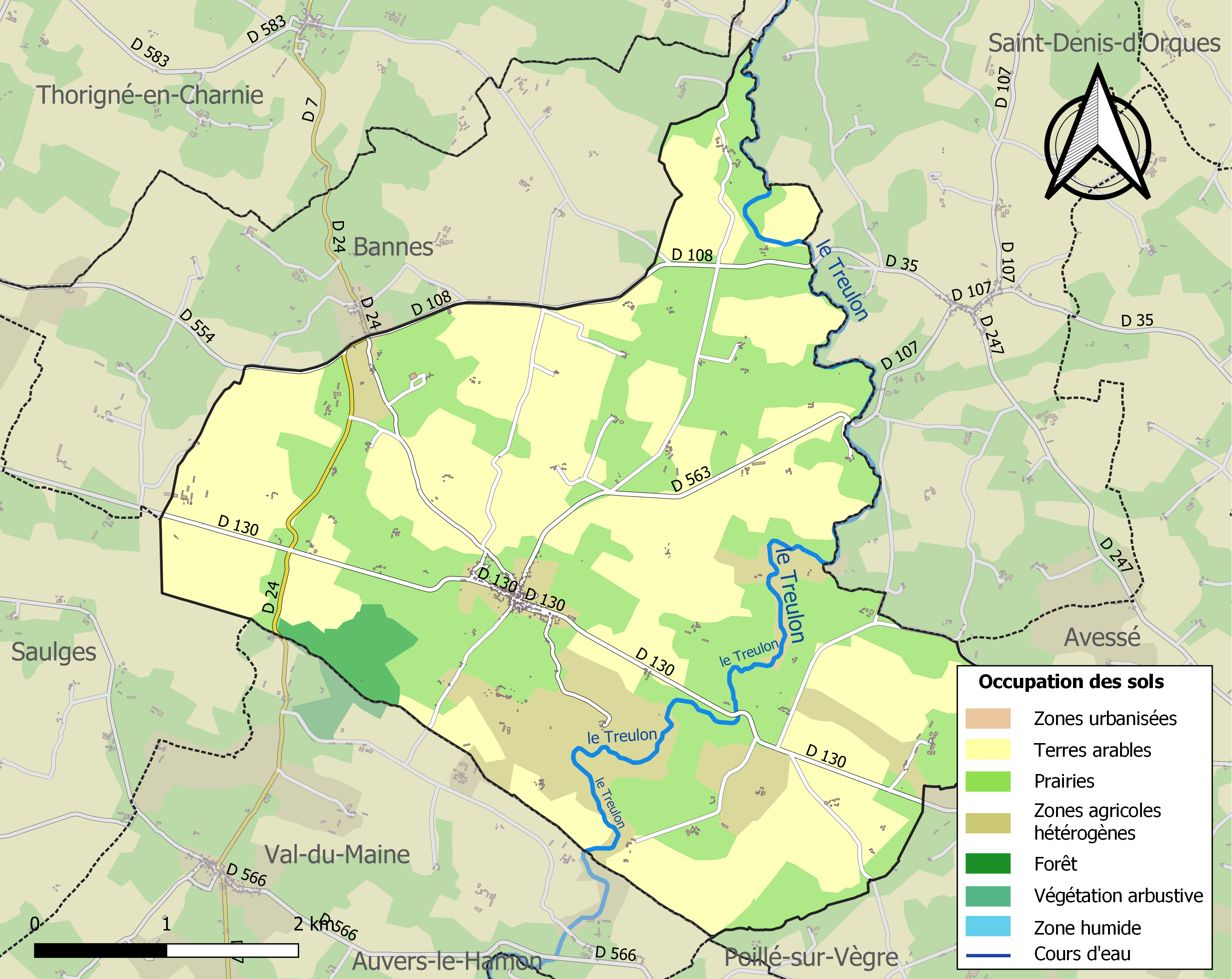
Kaart van de gemeente met de belangrijkste infrastructuur, bodemgebruik en omliggende gemeenten

De oppervlakte van Cossé-en-Champagne bedraagt 21,2 km², de bevolkingsdichtheid is 13,3 inwoners per km².

## Demografie
Onderstaande figuur toont het verloop van het inwonertal (bron: INSEE-tellingen).

1. ↑  Populations de référence 2022.